# El Dara
El Dara és una població dels Estats Units a l'estat d'Illinois. Segons el cens del 2000 tenia 89 habitants.

## Demografia
Segons el cens del 2000, El Dara tenia 89 habitants, 32 habitatges, i 24 famílies. La densitat de població era de 35,4 habitants/km².
Dels 32 habitatges en un 37,5% hi vivien nens de menys de 18 anys, en un 75% hi vivien parelles casades, en un 3,1% dones solteres, i en un 21,9% no eren unitats familiars. En el 21,9% dels habitatges hi vivien persones soles el 21,9% de les quals corresponia a persones de 65 anys o més que vivien soles. El nombre mitjà de persones vivint en cada habitatge era de 2,78 i el nombre mitjà de persones que vivien en cada família era de 3,24.
Per edats la població es repartia de la següent manera: un 33,7% tenia menys de 18 anys, un 2,2% entre 18 i 24, un 25,8% entre 25 i 44, un 23,6% de 45 a 60 i un 14,6% 65 anys o més.
L'edat mediana era de 35 anys. Per cada 100 dones de 18 o més anys hi havia 73,5 homes.
La renda mediana per habitatge era de 36.250 $ i la renda mediana per família de 48.750 $. Els homes tenien una renda mediana de 30.313 $ mentre que les dones 15.000 $. La renda per capita de la població era d'11.422 $. Aproximadament el 7,7% de les famílies i el 9,6% de la població estaven per davall del llindar de pobresa.

## Poblacions més properes
El següent diagrama mostra les poblacions més properes.